# Kolur Gururayanapura, Bangalore South
Kolur Gururayanapura là một làng thuộc tehsil Bangalore South, huyện Bangalore Urban, bang Karnataka, Ấn Độ.